# Ole Berthelsen (sanger)
 Der er flere personer med dette navn, se Ole Berthelsen.
Ole Berthelsen (født d. 18. december 1951 i Aalborg) er en dansk sanger, sangskriver og forfatter. Han debuterede i 1979 med albummet "Altid vågen om natten" der blev udgivet på pladeselskabet Metronome. Samme år spillede Ole Berthelsen på Roskilde Festival. I 2019 har Ole Berthelsen udgivet sit 22. studiealbum: "Snakker med giraffer” 
https://www.oleberthelsen.com

## Diskografi
- 1979: Altid vågen om natten
- 1981: Smid Masken
- 1989: Flygtning
- 1991: Verden til forskel
- 1993: Havner ved havet
- 1994: Basic Needs
- 1996: Nørre Uttrup i mit bakspejl
- 1999: New York Mayday
- 2000: Life Stories
- 2001: Hello Friend
- 2003: Langt fra tæt på
- 2004: Ludo Casino Mani
- 2004: Vi mødes på Kap Farvel
- 2005: Sangen har ordet ( DVD)
- 2007: Aalboriginals
- 2008: Sange fra den blå planet
- 2012: Østbydreng
- 2013: Utaknemmelig
- 2014: Barn af tiden
- 2015: Tidens tråd
- 2017: Kommer tid..
- 2018: Hvalvær
- 2019: Snakker med giraffer

## Bøger
Som forfatter har Ole Berthelsen udgivet erindringsbogen: Nørre Uttrup i mit bakspejl (1996)